# Eva Avila
Eva Gougeon-Ávila (Gatineau, 25 febbraio 1987) è una cantante e attrice canadese.

## Biografia
È salita alla ribalta nel 2006 con la sua partecipazione alla quarta edizione del talent show Canadian Idol, di cui è risultata la vincitrice per volere del televoto. Il suo singolo della vittoria, Meant to Fly, è stato certificato doppio disco di platino dalla Music Canada con oltre 20 000 copie fisiche vendute a livello nazionale, mentre il suo album di debutto Somewhere Else è entrato nella classifica Billboard Canadian Albums alla 6ª posizione e ha venduto più di 50 000 copie, ottenendo un disco d'oro. L'album è stato promosso dalla tournée nazionale Somewhere Else Tour nel corso del 2007.
Nel 2008 è uscito Give Me the Music, il singolo apripista per il secondo album omonimo di Eva Avila. Il brano ha regalato alla cantante il suo miglior piazzamento nella Billboard Canadian Hot 100, dove ha raggiunto la 21ª posizione. L'anno successivo ha aperto i concerti dell'I Am... Tour di Beyoncé. Nel 2015 ha registrato la versione in lingua spagnola dell'inno ufficiale dei XVII Giochi panamericani, Unidos somos más.

## Discografia

### Album in studio
- 2006 – Somewhere Else
- 2008 – Give Me the Music
- 2015 – Never Get Enough

### Singoli
- 2006 – Meant to Fly
- 2006 – I Owe It All to You
- 2007 – Fallin' for You
- 2008 – Give Me the Music
- 2009 – Damned
- 2009 – No More Coming Back
- 2013 – Bitter Meets Sweet
- 2015 – Unidos somos más
- 2017 – Losh (Show Me the Way)

## Filmografia

### Film
- Coyote, regia di Katherine Jerkovic (2022)
- Emma e il giaguaro nero, regia Gilles de Maistre (2024)

### Televisione
- The Bold Type - serie TV, 7 episodi (2017-2019)
- Swap - film TV (2018)
- Christmas Explorer - film TV (2021)

## Tournée
- 2007 – Somewhere Else Tour